# ターンパイク理論
ターンパイク理論（ターンパイクりろん）は、
主に資本蓄積の最適な(蓄積の初期水準と最終水準に応じた)経路に関する一連の経済理論を指す。たとえば、マクロ経済学における外生的成長モデルの文脈では、無限期間の最適経路(斉一成長経路 the balanced growth path)が先ず計算される。経済計画者がある経済の資本ストックをある水準から別の水準に移行させたいとする場合、計画者が十分な時間を持っている限り、最も効率的な経路は資本ストックの水準を迅速にこの最適経路に近づけ、その経路に沿って資本ストックを発展させ、ほぼ希望する期間の終わりに近づくまでその経路に沿うことである。最終期間の近傍に至った段階で，計画者は最適経路を離れ，資本ストックを希望する最終水準に移すのである。この理論の名前は、ターンパイク（高速道路）が、たとえ最も直接的なルートではないとしても、遠く離れた2点間の最速のルートであるという考えに由来する。

## 由来・展開
この理論の考え方は1945年のJohn von Neumann の論文に遡る。Lionel W. Mckenzie に依れば，この用語(高速道路を指すアメリカ英語単語)は Robert Dorfman, Paul Samuelson, and Robert Solow's の著作に由来する。
この理論を理解するにはあるていどの数学知識が必要である。
しかし，この理論で大きな国際的に貢献をした筑井甚吉による以下の解説は，その直観的理解に役立つであろう
1960年代以降，この定理は，様々な前提条件の下での展開・一般化が行われている

## 応用
この定理は最適制御や一般均衡の文脈で多くの応用がある。一般均衡理論では無限の資本蓄積の経路を含む変動に応用できる。将来における同じ（小さな）割引率（英: discount rate）をもった複数の無限に生存する経済主体(エージェント)を有する系において、初期の賦与に関係なく、全部の主体(エージェント)の均衡配置が収束することが示される。
ターンパイク定理に関する研究は主に理論研究に留まっている。 その特筆すべき例外が，筑井甚吉の研究である。
筑井は理論的研究でも大きな貢献をしているが，世界初の試みとして，日本の産業連関データを用いて定理を実証的に実装した。
その結果得られたモデル(ターンパイクモデル)は，日本政府によって計画立案の定量的方法と使用された
。